# Rundflug

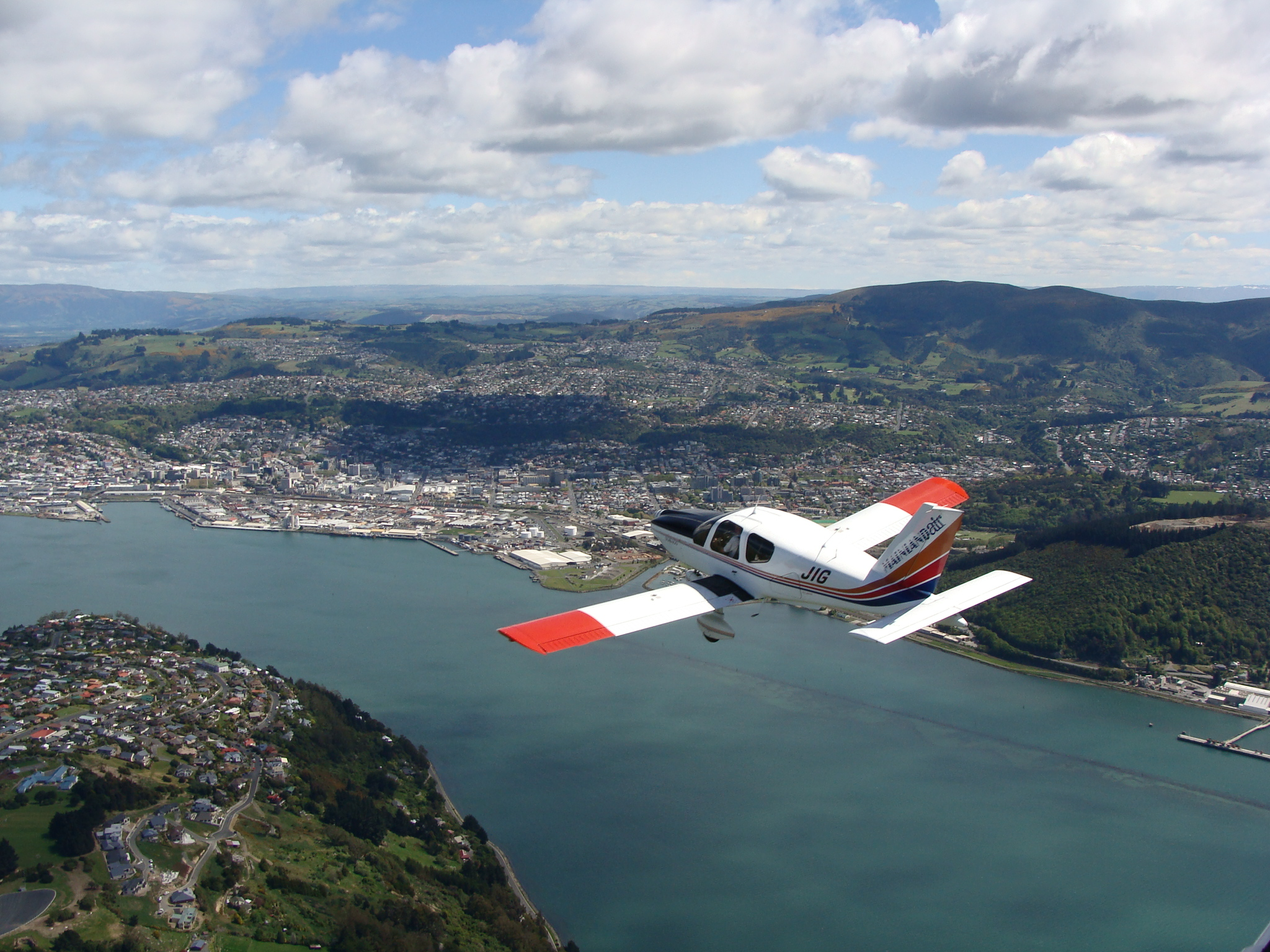
Rundflugmaschine der neuseeländischen Mainland Air im Einsatz über Dunedin

Ein Rundflug zeichnet sich dadurch aus, dass kein Transport zu einem anderen Ort Zweck des Fluges ist (Start- und Landeflugplatz ist in der Regel identisch), sondern der Flug als solches, zum Beispiel für die unmittelbare Sicht auf ein bestimmtes Areal der Erdoberfläche aus der Vogelperspektive. Dabei dient der Rundflug – im Unterschied zu einer Flugvorführung – dem oder den Insassen des jeweiligen Luftfahrzeugs für den o.a. Zweck.
Rundflüge werden häufig bei Flugschauen oder zu touristischen Zwecken angeboten und dauern meistens nicht länger als 1 bis 2 Stunden.
Der erste Rundflug, die Umrundung des Eiffelturms, wurde von Alberto Santos-Dumont am 19. Oktober 1901 mit einem Luftschiff gefahren. Er gewann damit den hierfür ausgesetzten Deutsch-Preis mit einem Preisgeld von 100.000,- Franc, das er den Arbeitern und Bettlern von Paris stiftete.

## Kommerzielle Rundflüge
Rundflüge, die für einen festen Preis von Unternehmen durchgeführt werden, unterliegen einigen rechtlichen Bedingungen, die eine sichere und standardisierte Flugdurchführung gewährleisten sollen. Kommerzielle Rundflüge werden stets von Berufspiloten durchgeführt, die in einem Luftfahrtunternehmen (Aircraft Operators Certificate / AOC) gemeldet sind. Hier müssen die Piloten regelmäßig einen Nachweis über ihre Gesundheit erbringen, was mindestens jährlich von einem Fliegerarzt überprüft wird. Die Intervalle richten sich dabei nach dem Alter und verkürzen sich bei steigendem Alter (Fliegerisches Tauglichkeitszeugnis). Zugleich werden die fliegerischen Fähigkeiten halbjährlich bei den sog. Linecheckflügen (LPC) und Operators Proficiency Checkflügen (OPC) sichergestellt. Das eingesetzte Luftfahrzeug wird, über die festgesetzten Wartungsstandards hinaus, von der ACAM (Aircraft Continuing Airworthiness Monitoring)-Abteilung des Luftfahrt-Bundesamtes in regelmäßigen Abständen überprüft.
Eine Ausnahme bildet im deutschen Luftrecht die Sportpilotenlizenz (SPL), welche auch ohne die strengen Auflagen von kommerziellen Luftfahrzeugen die gewerbsmäßige Durchführung von Rundflügen mit Luftsportgeräten erlaubt, insofern der Lizenzinhaber über eine gültige Passagierberechtigung und eine entsprechende Passagierversicherung für gewerbliche Rundflüge verfügt.